# يانيك مبنغونو
يانيك مبنغونو (بالفرنسية: Mbengono Yannick)‏ (11 يونيو 1987 في الكاميرون - ) هو لاعب كرة قدم كاميروني في مركزي الوسط والهجوم. لعب مع نادي بودابست هونفيد ونادي دبرتسني وFoudre Sportive d'Akonolinga ‏ وChainat Hornbill F.C. ‏ وKrabi F.C. ‏ وPápai FC ‏ ونادي كيكسكيميت.